# Il Cannone

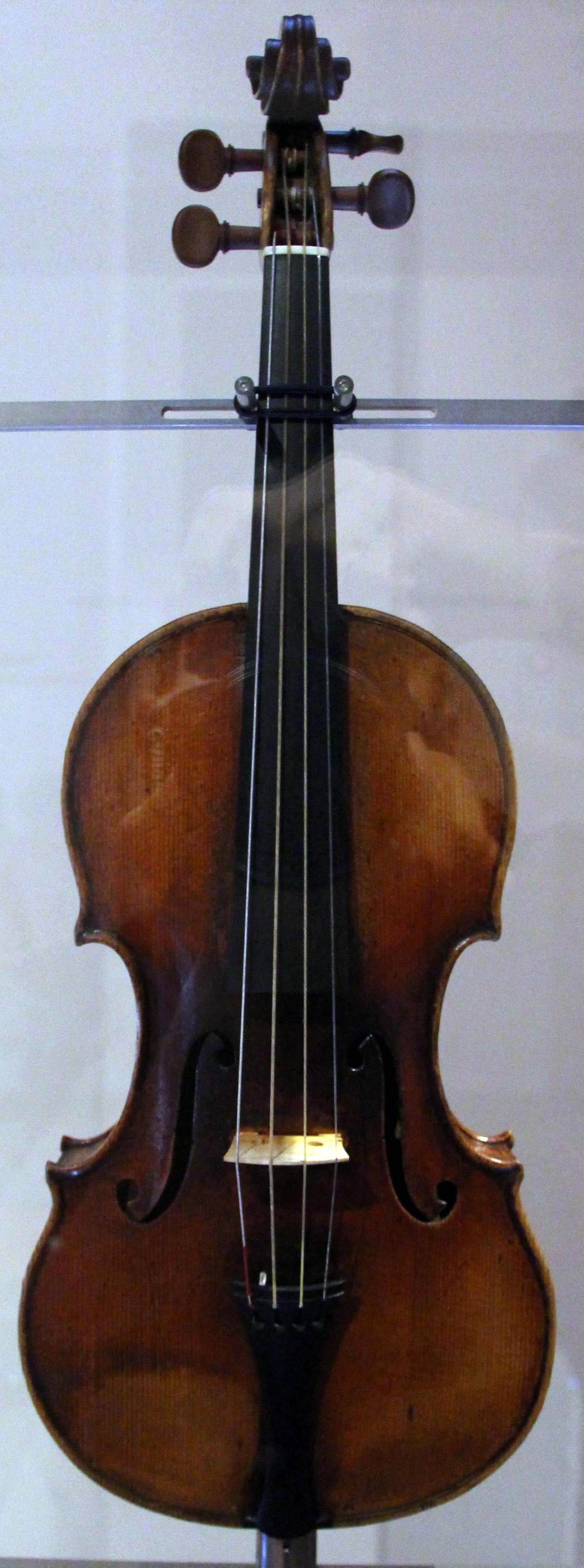
Die Cannone im Palazzo Niccolò Grimaldi, Genua

Il Cannone oder kurz Cannone ist der Name einer Violine, die 1743 von Giuseppe Guarneri (Guarneri del Gesù) in Cremona gebaut wurde und als Lieblingsinstrument des Geigenvirtuosen Niccolò Paganini Berühmtheit erlangt hat. Paganini nannte sie wegen ihres kraftvollen und reichen Klangs il mio cannone violino („meine Kanonenvioline“). Heute ist sie im Besitz der Stadt Genua und gilt als nationales Kulturgut.

## Provenienz
Paganini bekam die Cannone geschenkt; es ist nicht ganz klar, von wem und unter welchen Umständen. Aus einem von Julius Max Schottky überlieferten Zitat ergeben sich zwei Möglichkeiten. Paganini hatte ihm berichtet:

„Einer meiner Ausflüge, der keine Kunst-, sondern nur eine Lustreise war, führte mich einst wieder nach Livorno, wo man mich zu einem Concerte nöthigte. Der kunstliebende reiche Kaufmann, Herr Livron, lieh mir eine Guarneri, da ich keine Violine bei mir hatte; nach geendigtem Spiele jedoch lehnte er es ab, sie zurückzunehmen [...] Auf ähnliche Weise erging es mir zu Parma: Herr Pasini, ein ausgezeichneter Maler, hörte von meiner Fertigkeit, Alles a Vista zu spielen; er legte mir ein sehr schwieriges Concert mit der Aeußerung vor, mir eine geschätzte Geige als Geschenk zu geben, wenn ich die Aufgabe genügend löste: Die Violine wurde mein Eigenthum.“

Die Sachverständigen des Auktionshauses Tarisio geben den in diesem Bericht zuerst genannten französischen Kaufmann Livron als Vorbesitzer an und datieren den Besitzerwechsel auf 1799. Andere Quellen geben an, dass die Übergabe an Paganini wahrscheinlich im Jahr 1802 stattgefunden habe. Ohne gesicherte Belege wird in der Literatur auch der napoleonische General Domenico Pino als Geber genannt.
Paganini ließ die Violine 1828 in Wien vom Geigenbauer Carl Nicolaus Sawicki umarbeiten. Sie erhielt einen Saitenhalter ähnlich wie eine Viola und ein neues Griffbrett, das etwas kürzer war und eine ausgeprägtere Wölbung aufwies. Vor allem nach dem Umbau in Wien war die Cannone mit ihrem großen, runden Ton das ideale Instrument, um Paganinis dünne Besaitung, die den Ton schlank machte, wettzumachen. Die Cannone war eine ideale Partnerin für Paganini.
1833 erlitt die Violine in London einen Schaden, dessen Behebung der Geigenbauer Jean-Baptiste Vuillaume erst 1838 vollendete. Vuillaume fertigte zudem eine Kopie an, die später Paganinis Schüler Camillo Sivori von seinem Lehrer erwarb und die heute Sivori genannt wird.
Paganini, der aus Genua stammte, starb im Jahr 1840. In seinem Testament aus dem Jahr 1837 hatte er diese besondere Geige testamentarisch seiner Heimatstadt vermacht und hinzugefügt: „damit sie für immer erhalten bleibe“ (italienisch: „onde sia perpetuamente conservato“). Tatsächlich sind alle wesentlichen Teile des Instruments bis heute erhalten geblieben. Dieser Umstand trägt ebenso wie die enge Verbindung mit Paganini und der außergewöhnliche Klang zur Einzigartigkeit des Instruments bei.

## Aufbewahrung, Restaurierung und Nutzung
Seit 1851 befindet sich die Cannone zusammen mit anderen Erinnerungsstücken Paganinis im Palazzo Niccolò Grimaldi, dem Sitz der Genueser Stadtverwaltung. Dort befindet sich heute auch die Kopie von Vuillaume, die Sivori. Etwa hundert Jahre lang wurde die Cannone nur sehr selten gespielt.
1937 wurde der cremonesische Geigenbauer Cesare Candi mit der Restaurierung der Cannone beauftragt. Restaurierungsarbeiten in den 1960er Jahren hatten das Ziel, das Instrument den Anforderungen des modernen Geigenspiels anzupassen. Bei einer weiteren Restaurierung im Jahr 2004 wurde die Cannone weitgehend in jenen Zustand zurückversetzt, in dem sie zu Paganinis Lebzeiten war, indem Kopien der von Paganini verwendeten Teile (Griffbrett, Wirbel, Steg und Saitenhalter) eingesetzt und Darmsaiten aufgezogen wurden. Zu dieser Restaurierung wurde im Rahmen des Paganiniana Festivals 2004 eine Konferenz veranstaltet.
Um den Erhalt der Geige kümmern sich heute vor allem der italienische Geiger Mario Trabucco, seit 1972 der Kurator der Cannone, und der Geigenbauer Bruce Carlson, der seit 2000 für ihre Konservierung verantwortlich ist. Mario Trabucco spielt regelmäßig auf der Cannone.
Seit der Einrichtung des internationalen Violinwettbewerbs „Premio Paganini“ im Jahr 1954 haben die Gewinner des Wettbewerbs das Privileg, mit der Cannone bei einem Konzert in Genua aufzutreten. Auch darüber hinaus haben hervorragende Geiger Konzerte mit der Cannone in Italien und im Ausland gegeben oder sie für Einspielungen nutzen können, darunter so berühmte Künstler wie Bronisław Huberman, Isaac Stern, Leonid Kogan und Shlomo Mintz oder in jüngerer Zeit zum Beispiel Vadim Repin, Joshua Bell und Julia Fischer. Ab den späten 1970er Jahren bis zu den frühen 2000er Jahren wurde die Cannone vergleichsweise häufig gespielt. Seit der letzten Restaurierung im Jahr 2004 steht wieder das Anliegen im Vordergrund, das Instrument möglichst zu schonen, um es in seinem hervorragenden Zustand dauerhaft zu erhalten, wie Paganini es sich gewünscht hatte.